# Irepacma meksongeei
Irepacma meksongeei är en fjärilsart som beskrevs av Moriuti, Saito och Angoon Lewvanich 1985. Irepacma meksongeei ingår i släktet Irepacma och familjen praktmalar, Oecophoridae. Inga underarter finns listade i Catalogue of Life.